# Tettau (Oberfranken)

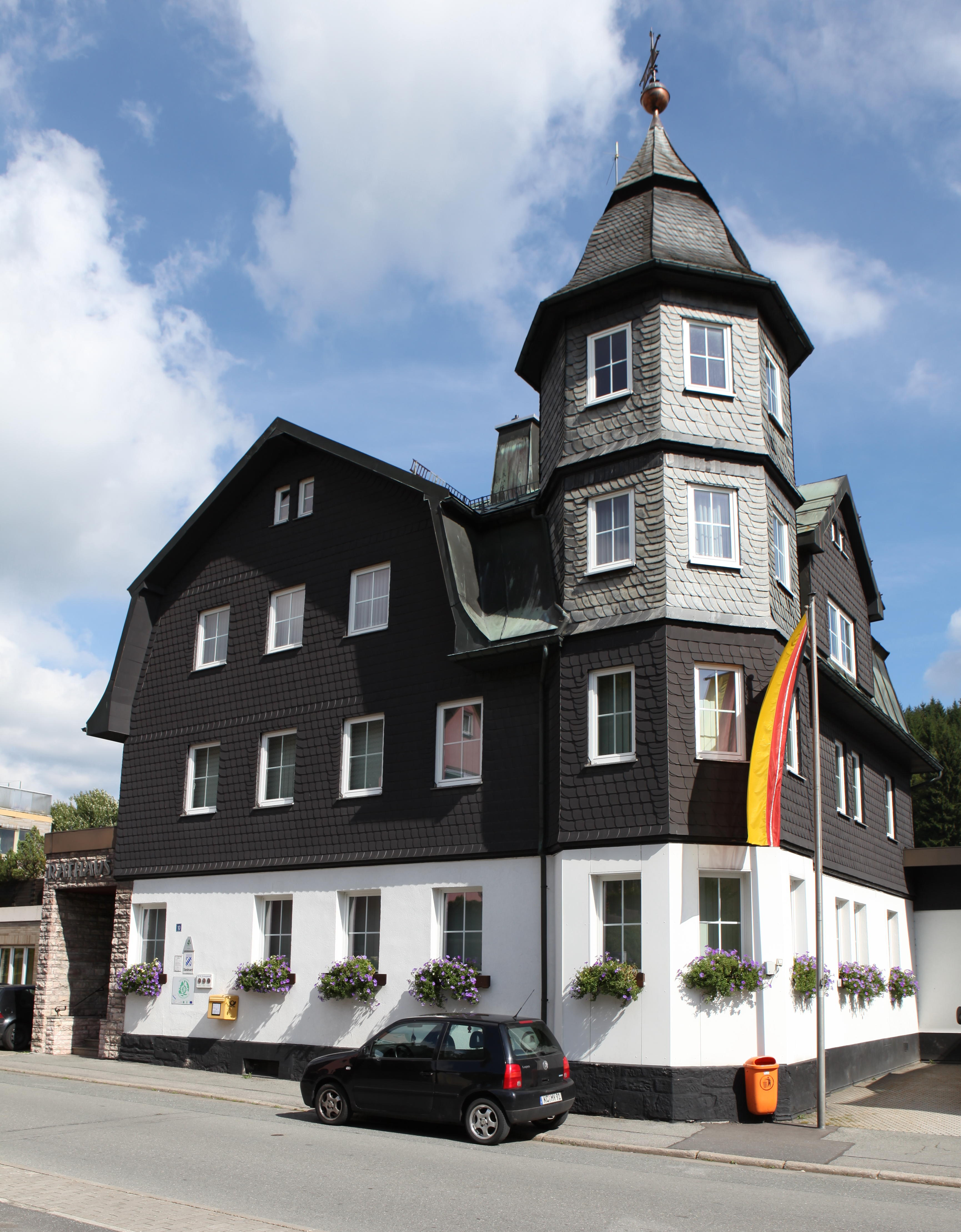
Tettau (Oberfranken)

Tettau (Oberfranken) este o comună-târg din districtul  Kronach, regiunea administrativă Franconia Superioară, landul Bavaria, Germania.